# NSB Gx
Die Gepäckanhänger der Baureihe Gx waren zweiachsige Anhänger für den Triebwagenbetrieb, die von den Norges Statsbaner zwischen 1946 und 1953 beschafft wurden.

## Geschichte

### Gx1
1946 baute Strømmens Værksted für die NSB ein Vorserienexemplar unter der Bezeichnung Gx1 1451 für den Einsatz auf der Numedalsbane. Hintergrund war, dass die Schienenbusse der Baureihe Type 87 sowohl für das Gepäck der Fahrgäste als auch für die Güter, die an den Bahnhöfen der Strecke anfielen, zu klein waren.

### Gx2
Dem Prototyp von Strømmens folgte eine Serie von 20 Wagen mit der Baureihenbezeichnung Gx2, die 1950 und 1953 von Hønefoss Karosserifabrikk geliefert wurden. Die beiden Serien wurden nach unterschiedlichen Zeichnungen gebaut: 1452–1459 nach Mvg581, 1460–1471 nach Mvg665. Dadurch ergab sich eine unterschiedliche Leermasse, nach der die beiden Serien eigentlich eine unterschiedliche Bezeichnung hätten erhalten müssen.

### Gx
1955 wurden die Baureihenbezeichnungen beider Varianten in Gx geändert. Außer mit den Schienenbussen der Type 87 wurden die Wagen auch zusammen mit den Triebwagen der Baureihen Type 86 und Type 91 eingesetzt.
Ab 1972 durften sie nur noch zwischen Hamar und Røros sowie auf der Flekkefjordbane eingesetzt werden.

## Technik
Die Gx-Wagen besitzen Speichenräder mit zehn Speichen und innenliegenden Achslagern. Sie wurden mit Kuppelstangen an die Triebwagen angehängt. Sie hatten eine durchgehende Luftleitung und waren mit einer Wurfhebelbremse ausgestattet. Zum Beladen waren Schiebetüren mit einer Höhe von 1850 mm und einer Breite von 850 mm (Gx 1) oder 900 mm (Gx 2) vorhanden. Die Wagen 1460–1471 wurden mit fest montierten Schlusssignalleuchten mit Anschluss für die Stromversorgung aus dem Triebwagen ausgerüstet.
Das geringe Gewicht führte dazu, dass die Anhänger den Streckenblock nicht auslösten.
Gx 1464 war für den Transport von Frischfisch auf der Meråkerbane mit Isolierung gebaut worden.

## Erhaltene Fahrzeuge
Der Gepäckanhänger Gx 1453 gehört dem Norsk Jernbanemuseum, der Gx 1459 dem Norsk Jernbaneklubb. Beide sind bei der Krøderbane abgestellt.